# Renato Augusto de Assis Pinto
Renato Augusto de Assis Pinto (Bom Despacho, 1990. június 17. –) brazil labdarúgó-középpályás.